# 순천북부정류소
순천북부정류소는 전라남도 순천시 중앙로 148 (매곡동 124-16)에 위치한 대한민국의 시외버스정류장이다.
순천북부터미널이라고도 하며 이를 줄여서 순북터미널, 순북정류장 등으로 불리기도 한다. 1970년 이전부터 이미 운영하고 있었으며 순천종합버스터미널에서 출발한 시외버스 노선 중 일부가 이 곳을 경유하고 있다. 조그만 매표소 건물 내에 자동발매기를 통해 승차권을 판매하고 있다.

## 운행 노선
호남권, 영남권 방면 일부 노선이 이 곳에 정차한다. 순천 기준 약 5분 뒤에 이 곳에 도착한다.
| 방면        | 행선지                                                                                     |
| ----------- | ------------------------------------------------------------------------------------------ |
| 호남권 방면 | 곡성, 광주광역시, 광양, 광영, 괴목, 구례, 남원, 동광양, 문화동, 운암동, 전주, 제철, 태인도 |
| 영남권 방면 | 마산, 울산, 진교, 진주, 창원                                                               |

## 특이 사항
- 승·하차는 매표소 앞과 건너편에 설치된 표지판에서 이루어진다.